# Georges Jourdan
Georges Charles Jourdan (Chémeré-le-Roi, 2 marzo 1872 – ...) è stato uno schermidore francese.
Partecipò ai Giochi della II Olimpiade di Parigi nella gara di spada per maestri, dove arrivò ottavo.